# Хуситски ратови
Хуситски ратови (1420—1434) су представљали ратове у Бохемији (Чешкој) против хусита, присталица Јана Хуса. Представљали су први рат у Европи, у којем је допринос ватреног оружја постао одлучујући. Хуситска војска се углавном састојала од пешадије, а њихове победе над бројчано јачим војскама, које су имале тешко оклопљене витезове, представљале су почетак револуције у пешадији.
У хуситским ратовима ниједна страна није однела одлучну победу, па је римокатоличка црква морала признати хусите.

## Порекло
Након спаљивања Јана Хуса 6. јула 1415. хуситски покрет је преузео револуционарни карактер. Реформистички настројени витезови и племићи Бохемије и Моравске, револтирани погубљењем Јана Хуса, шаљу протестно писмо сабору у Констанци. У писму су жестоко осудили спаљивање Јана Хуса. Краљ Жигмунд Луксембуршки је на то запретио да ће сломити следбенике Јана Хуса и Џона Виклифа. Том претњом је само погоршао стање.
Избили су немири у разним деловима Бохемије, а римокатолички свештеници су протерани. Од почетка хусити су се поделили у две групе. Ултраквисти су били умерени хусити, а таборити су били екстремнији хусити. Таборити су имали седиште у граду Табору, у који их је довео њихов генерал Јан Жишка, и где су на рушевинама старе тврђаве изградили нови град. У Табору су важили идеали једнакости за све, као и правила о заједничкој имовини.
Краљ Вацлав IV је био под утицајем брата, цара Жигмунда Луксембуршког и посветио се гушењу хуситског покрета. Многи истакнути хусити су напустили Праг.

### Прва прашка дефенстрација
Иако су истакнути хусити напустили Праг, невоље у Прагу су се наставиле. Краљ Вацлав је 6. јула 1419. поставио нови градски савет који су чинили углавном Немци и противници хусита и који су издавали наређења за хапшења хусита. Током једне хуситске процесије 30. јула 1419, хусити под вођством предвођени Јаном Жишком су тражили ослобађање затворених хусита. Након одбијања градских власти и након што су градске страже иступиле против руље, хуситска руља је напала градско веће Прага и нападачи су побацали градоначелника и неколико градских већника кроз прозор, а руља је одмах побила бачене већнике. Тај догађај се назива "Прва Прашка дефенстрација“. Овај догађај се сматра почетком хуситских револуционарних борби. Краљ Вацлав IV умире две седмице после тога.

## Избија рат
Готово сви Немци у Бохемији су остали лојални папи. Хусити протерују из Бохемије и Чехе и Немце, који подржавају папу. У Прагу су новембра 1419. избили жестоки сукоби хусита и плаћеника, које је унајмила краљица Софија као регент и удовица краља Вацлава IV. Након што је разорен велики део града, две стране су 13. новембра 1419. прогласиле примирје. Племство је било за хусите, али још увек су подржавали регента, па су обећали да ће покушати склопити споразум са царем Светог римског царства, братом краља Вацлава, Жигмундом Луксембуршким. Грађани Прага су се сложили са компромисним даласком царевих снага у Праг.
Јан Жишка, како је био упознат са уценама које је Жигмунд упућивао Вацлаву, јер је служио на двору као хејтман (врховни генерал) војске краља Вацлава, је био против тога компромиса, па је напустивши Праг отишао у Плзењ. Победио је антихуситске снаге у бици код Судомера 25. марта 1420. После победе Јан Жишка одлази у Табор, који постаје седиште екстремнијих хусита таборита, који су признавали само два света сакрамента и одбијали су већину церемонијала римокатоличке цркве.

## Вагенбуршка тактика
Хусити су зависно од терена припремали сеоска кола за обрану формирајући квадрат или круг. Кола би повезивали ланцима точак једних за точак следећих. С друге стране формација је била тако сложена да је омогућавала да се брзо упрегну коњи и крене у покрет. Испред кола би ископали дубоки јарак. Посада сваких кола састојала се од 18-21 војника, од чега 4-8 стрелаца и 2 војника са ватреним оружјем.
Битка се обично састојала од две фазе. Прва фаза је била дефанзивна, а друга фаза је представљала офанзивни контранапад. Током прве фазе војска би се поставила близу непријатеља, кога су артиљеријском паљбом провоцирали да уђе у борбу. Артиљерија је на блиском одстојању наносила велике губитке непријатељу. Да би избегли даље губитке непријатељски витезови би кренули у напад. Тада би хуситски стрелци гађали највише коње, чиме би непријатељ остао без коњице. Многи витезови би при томе погинули.
Други део витезова је страдао од ватреног оружја способног да пробије оклоп.
Када би непријатељски морал опао хусити би кренули у противнапад, обично по непријатељским бочним позицијама. Непријатељ није могао да издржи борбу на крилима и пуцање са кола, па су били принуђени да се повуку. Међутим тешки витезови се нису могли повлачити истом брзином као остали па су трпили тешке губитке. Губици су били тим већи, кад се зна да хусити нису држали ратне заробљенике.

## Први антихуситски крсташки рат 1420.
Након смрти брата Вацлава Сигисмунд Луксембуршки захтева бохемску круну. Папа Мартин V му предаје 1420. Бохемију, али 17. марта 1420. проглашава и крсташки рат протиф виклифоваца, хусита и других јеретика Бохемије. Сигисмунд Луксембуршки и немачки принчеви су сакупили велику војску разних авантуриста из свих делова Европе, који су привучени надом да ће се пљачком обогатити. Сигисмундова војска је најпре опседала Праг. Жишка побеђије на Виткову и на Вишехраду. Почели су и преговори хусита и католика око превазилажења религиозних разлика.
Хусити су формулирали своје захтеве, који су заправо садржавали њихову доктрину. На наговор папских легата Сигисмунд одбија хуситске захтеве. Сукоби су се наставили, а хусити су били успешнији. Већ у новембру 1420. готово цела Бохемија је била у хуситским рукама.

## Други антихуситски крсташки рат и грађански рат
Хусити су били раздирани међусобним сукобима. Велика немачка војска је напала Бохемију у августу 1421. У почетку су били успешни заузевши Кутну Хору, али нису успели да заузму Жатец. Јан Жишка успева да победи војску Сигисмунда Луксембуршког у бици код Небовида и Немецког Брода 6. јануара 1422. Краљевска војска је била тешко поражена, оставши без 12.000 војника.
Поново су и у Прагу и у Табору избијали сукоби међу хуситима. Пољска и Литванија су биле у сукобу са Сигисмундом Луксембуршким, па су хусити замолили 1422. Сигисмунда Корбута нећака пољског краља да им буде краљ. Нови краљ је признат од ултраквиста, грађана Прага и умјерених таборита. Хусити су имали свога краља кратко време, јер је већ 1423. пољски краљ склопио споразум са Сигисмундом Луксембуршким. После тога избија грађански рат између таборита и ултраквиста. Таборити под вођством Јана Жишке побеђују, а брзо после тога склапа се и примирје у Конопишту, да би хусити дочекали уједињени нову спољну опасност.

## Трећи антихуситски крсташки рат
Папа је успио да сазове нови крсташки рат против хусита. Требало је да учествују Пољаци, Литванци, Данци и Немци у рату против хусита. Трећи крсташки рат против хусита представљао је потпуни неуспех. Пољаци и Литванци нису хтели да се боре против Чеха, краљ Данске је дошао до Немачке са великом војском, али се враћа, а Немци су били спречени унутрашњим сукобима.
Хусити су били поново ослобођени спољних опасности, па је уследио поново унутрашњи сукоб таборита и ултраквиста. Таборити под Јаном Жишком побеђују ултраквисте 4. августа 1423. код Храдец Кралове. Мир међу хуситима је поново склопљен септембра 1423.

## Походи 1426. и 1427.
После смрти Јана Жишке хусити су имали новога великога вођу Прокопа Великога, који побеђује Немце у бици код Усти над Лабом. После те велике победе и победе у бици код Тахова 1427. хусити често нападају Немачку, без намере да трајно окупирају територије.

## Пољска и литванска улога
Од 1421. до 1427. хусити су добијали војну помоћ од Пољака. Иако су били католици, Пољаци су подржавали хусите, због мржње и освете према Немачкој. Главни мотив је био Пољско-Литванско-Теутонски рат (1409—1411). Јан Жишка је зато нудио круну Бохемије Јагеловићима. Након што су Јагеловићи одбили круна је понуђена великом војводи Литваније, који је прихватао само под условом да римокатоличка црква призна хусите. Коначно 1424. Сигисмунд Корбут нећак пољског краља поново постаје краљ Бохемије, са циљем уједињења хусита и римокатоличке цркве. Чак се понекад и борио против таборита јер нису намеравали да се уједине са римокатоличком црквом.
Хусити су открили пољске издајничке планове да се хуситска војска преда Сигисмунду Луксембуршком, па хапсе 1427. Сигисмунда Корбута

## Походи Прокопа Великог
Прокоп Велики је предводио читав низ хуситских напада на околне земље: Пољска, Саксонија, Угарска, Шлезија, Лужице и Мајсен. Циљ напада је био да се противницима утера страх у кости. Напад је био усмерен увек против земље или подручја, које је давало војску за антихуситске ратове. Нападима се жељела спречити поновна регрутација људи из тих подручја.
Међутим хусити су се прерачунали. Иако су харали тим земљама, оне су и даље давале војнике за немачку војску. Током једног од ратова Немаца и Пољака хусити су помагали Пољацима. Готово су дошли до ушћа Висле у Балтик.

## Мировни преговори и поновни ратови
Пошто су хусити победили у толико много битака, Немачка и римокатоличка црква су изгубиле сваку наду да их могу покорити оружаним путем. Немачки кнежеви су се бојали да се хуситско учење може проширити на њихове земље. Многи хусити, а посебно уктраквисти надали су се мировном споразуму. Први преговори су требало да буду на концилу у Базелу 3. марта 1431. Римоатоличка црква се једва сложила са присуством јеретика, али никако није хтела да прихвати хуситски захтев да и православни буду присутни.
Ипак римокатоличка црква је тражила још једну прилику да силом подјарми хусите, па је 1. августа 1431. кренула велика крсташка војска праћена папиним легатом. Крсташка војска се дала у бег чим је дошла у контакт са хуситском војском под водством Прокопа Великог.

## Мировни споразум
Сломом крсташког похода католици позивају у октобру 1431. хусите на концил у Базелу. Преговори су се отегли, а хуситска делегација је дошла на базелски концил 1433. Поново су се отегли преговори, током којих је избио рат таборита и ултраквиста, у коме су таборити поражени, а Прокоп Велики погинуо.
Коначно је склопљен мировни споразум римокатоличке цркве и хусита 5. јула 1436.
Ултараквистички религиозни обичаји хусита остали су на снази све до 1620, када су забрањени. Хусити таборити су били поражени, тако да је и у Табору успостављена церемонија хусита ултраквиста.

### Последице хуситских ратова
Римокатоличка црква је услед успеха утраквиста (хусита) претрпела велике губитке. Највећи део пастве је отпао од цркве, црквена организација се на већем делу краљевства распала а земљишни поседи одузети у корист племства. Већ моћно крупно племство је услед припајањем црквених властелинстава успело да поремити равнотежу моћи између тог сталежа и краља. Сабор краљевства је добио премоћну улогу (сабор је контролисало крупно племство уз право гласа ситног племства и градова) у држави, краљевска власт је после Јиржиа Подјебрада изгубила сваку садржину. Такође, услед улоге у хуситском покрету, градови и ситно племство су добили/осигурали своје место у сабору (и тиме ефективно учешће у управљању државом). Дуготрајни рат, нестабилност и отпадање од римокатоличке цркве су проузроковали економски пад, губљење културних веза као и повећан притисак племства на сељаштво. У Чешкој је поред маргинализоване римокатоличке цркве, установљена Утраквистичка црква као наследник хусових проповеди али у то време настаје и „Заједница браће“ или „Чешка браћа“, које такође као основу узимају учење Јана Хуса. И утраквисти и заједница су усвојили богослужење на чешком језику. Хуситски покрет је први јак реформаторски покрет и учинио је изузетан утицај на каснију Европску реформацију, која је као последицу имала стварање протестантске цркве.